# Корнион
Корнион (исп. El macizo del Cornión) — горный массив на севере Испании.
Массив Корнион является западной частью хребта Пикос-де-Эуропа и всей системы Кантабрийских гор. Геологически сложен известняками, много карста и глубоких пещер. От массива Урриэлес Корнион разделяет ущелье глубиной около 1500 м, по дну которого протекает река Карес.
Высшая точка — гора Пенья-Санта (2596 м).
Расположен массив на территории Астурии и севере провинции Леон.